# Guido del Palagio
Guido del Pelagio (Firenze, 1335 ca – Firenze, 25 agosto 1399) è stato un politico, letterato e mercante italiano.

## Biografia
Nato a Firenze intorno al 1335 da una famiglia ricca per il commercio della lana, unigenito di Tommaso di Neri di Lippo e di Isabella Rinucci, nel 1363 sposò Niccolosa di Bartolomeo Albizzi. Immatricolato nell'Arte della Lana, nel 1380 la Signoria inviò il del Pelagio come ambasciatore presso re Carlo di Durazzo. Il legame con Napoli fu assai stretto, in quanto partecipò alle trattative per la liberazione di Arezzo da parte delle truppe di Alberigo da Barbiano e di Villanuccio da Brunforte, al soldo del re napoletano (1382); sia nel 1385, per congratularsi con il sovrano partenopeo per il riconoscimento a Re d'Ungheria. Negli anni 1390 l'ascesa politica di Guido del Pelagio aumentò ancora di più durante le guerre tra Firenze e la Milano di Gian Galeazzo Visconti quando figurò tra i principali ambasciatori per la promozione della lega antiviscontea. Eletto Gonfaloniere di Giustizia nel 1397, morì nell'agosto del 1399 nella sua città natale.
Vicino al movimento umanistico, amico del cancelliere di Firenze Coluccio Salutati (del quale condivideva il concetto di florentina libertas) e di fra' Luigi Marsili e frequentatore del circolo di Santo Spirito, Guido del Pelagio fu un uomo estremamente pio tanto che si avvicinò a Giovanni dalle Celle, eremita di Vallombrosa e legato alla spiritualità di Caterina da Siena, e patrocinò la realizzazione, a partire dal 1353, della cappella di San Nicola all'interno del complesso della Basilica della Santissima Annunziata.